# Елиптична геометрия
Елиптичната геометрия е вид неевклидова геометрия, която се различава от класическата евклидова геометрия по няколко ключови аспекта. Тя е разработена през 19-ти век като алтернатива на евклидовата геометрия и има важно значение в математиката и физиката.

## Основни характеристики
1. Паралелни линии: В елиптичната геометрия не съществуват паралелни линии. Всички прави линии в крайна сметка се пресичат.
2. Сума на ъглите в триъгълника: За разлика от евклидовата геометрия, където сумата на ъглите в триъгълника е 180°, в елиптичната геометрия тази сума е по-голяма от 180°.
3. Модел: Най-простият модел на елиптичната геометрия е сфера, където правите са големи окръжности (като екватора или меридианите на глобус), а срещуположните точки се идентифицират.
4. Кривина: Елиптичната геометрия има положителна кривина, което я отличава от евклидовата (нулева кривина) и хиперболичната (отрицателна кривина) геометрии.
5. Пети постулат на Евклид: В елиптичната геометрия този постулат е заменен с твърдението, че през точка, нележаща на дадена права, не може да се построи права, успоредна на дадената.
6. Безкрайност: За разлика от евклидовата геометрия, в елиптичната геометрия правите линии не са безкрайни, а са затворени криви с крайна дължина.

## Историческо развитие
Елиптичната геометрия е разработена като част от по-широкото изследване на неевклидовите геометрии през 19-ти век. Ключови фигури в развитието на неевклидовите геометрии включват Карл Фридрих Гаус, Николай Лобачевски и Янош Бояй Гаус е бил един от първите, които са разбрали възможността за съществуване на неевклидови геометрии, но не е публикувал своите открития. Лобачевски и Бояй независимо един от друг разработват хиперболичната геометрия, която е друг вид неевклидова геометрия

## Приложения
Елиптичната геометрия има важно значение не само в математиката, но и във физиката, особено в общата теория на относителността, където се използва за описание на изкривеното пространство-време около масивни обекти.

## Цитати
"В елиптичната геометрия линиите се приближават една към друга и накрая се пресичат – следователно в елиптичната геометрия не съществуват успоредни линии."